# فرودگاه شهری همیلتون (تگزاس)
فرودگاه شهری همیلتون (تگزاس) (به انگلیسی: Hamilton Municipal Airport (Texas)) یک فرودگاه همگانی بهره‌برداری هوایی است که یک باند فرود آسفالت دارد و طول باند آن ۱۵۲۴ متر است. این فرودگاه در شهر همیلتون، تگزاس کشور ایالات متحده آمریکا قرار دارد و در ارتفاع ۳۹۶ متری از سطح دریا واقع شده‌است.